# 容克斯D-I戰鬥機
容克斯D-I戰鬥機(工廠編號J 9)是胡戈·容克斯在第一次世界大戰期間在全金屬下單翼戰鬥機方面作出的嘗試，而在之前他已推出全金屬的J.I攻擊機並獲德意志帝國陸軍航空隊採用，1917年初再進一步開始研發容克斯D-I戰鬥機但此機可說是生不逢時，從1918年6月開始生產至一戰結束祇有41架出廠而且並無實戰記錄，一戰後的1919年1月，戰勝的協約國在比利時找到5架，之後發表的官方報告宣稱「從未有人見過容克斯D-I戰鬥機飛上天」，此機除了科技上的突破外對參加一次大戰的德國並無幫助。
創立於1895年的容克斯飛機與發動機製造廠原本是製造蒸汽渦輪機等機械零件的工廠，當一次大戰爆發時才被德國政府徵召研製飛機。

## 基本資料
資料來源: Holmes, 2005. p 32
- 機長：7.25米
- 翼展：9米
- 機高：2.6米
- 空重：654公斤
- 載重：834公斤
- 發動機：1具BMW-IIIa水冷式發動機（馬力=185匹）
- 最快時速：176公里/小時[2]
- 航程：300公里
- 續航力:1.5小時[3]
- 爬升率:每秒3.5米
- 升限：6000米
- 武裝：2支7.92毫米口徑IMG08風冷式機槍
- 乘員：1人

## 設計

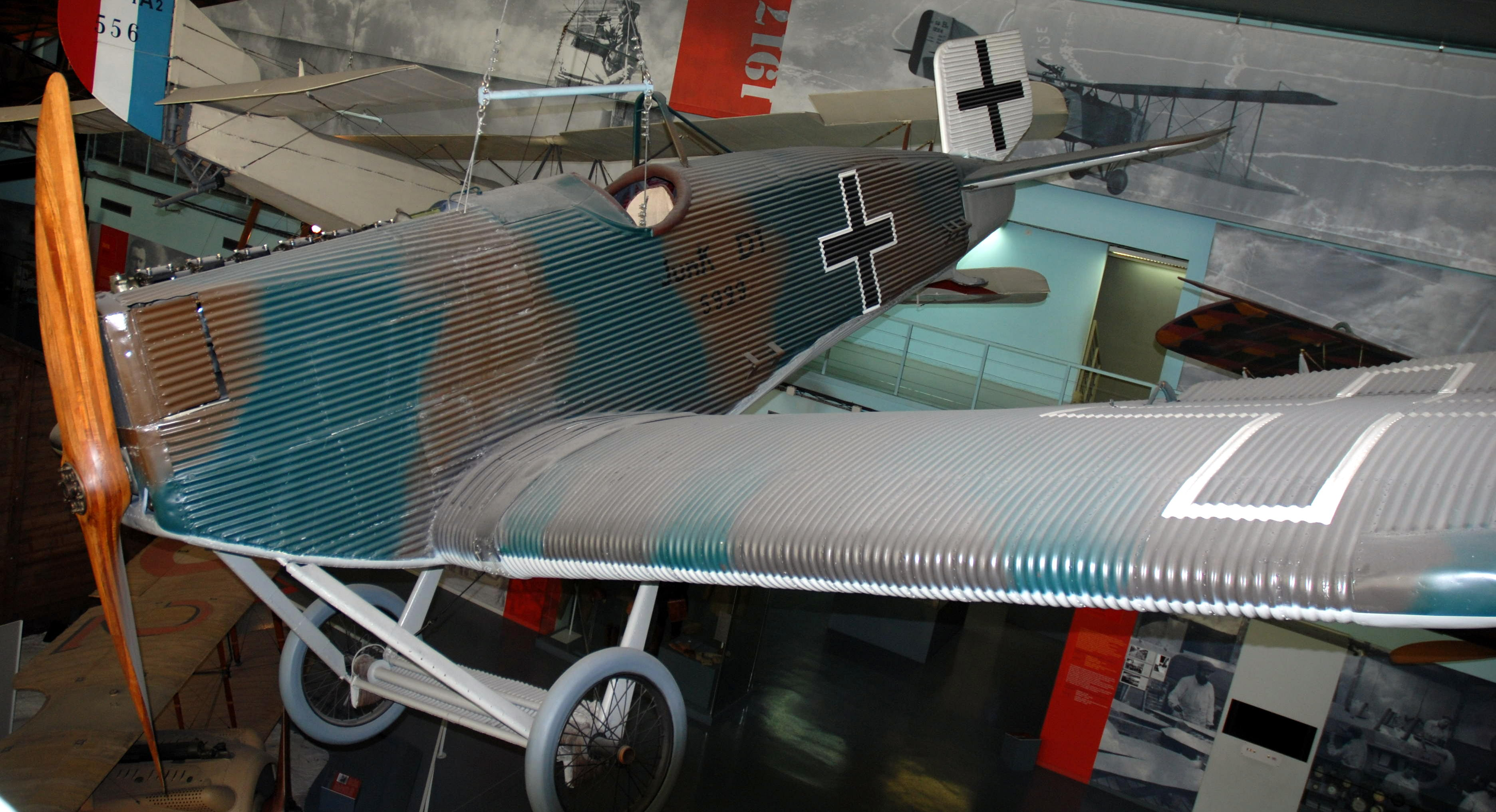
近距離可以清楚見到容克斯D-1戰鬥機表面佈滿凹凸的波浪紋

此機採用下單翼設計，上方180度視野全無遮擋，全機皆以凹凸的波浪紋的鋁合金組成，此設計後來幾乎成為容克斯飛機的標記，例如：Ju 52運輸機。
試飛結果表明「飛行穩定，視野極佳，在爬升率和平飛性能明顯優於信天翁D戰鬥機」，但當時對全金屬飛機的支持者很少，其中一名支持者就是赫爾曼·戈林。

## 機型

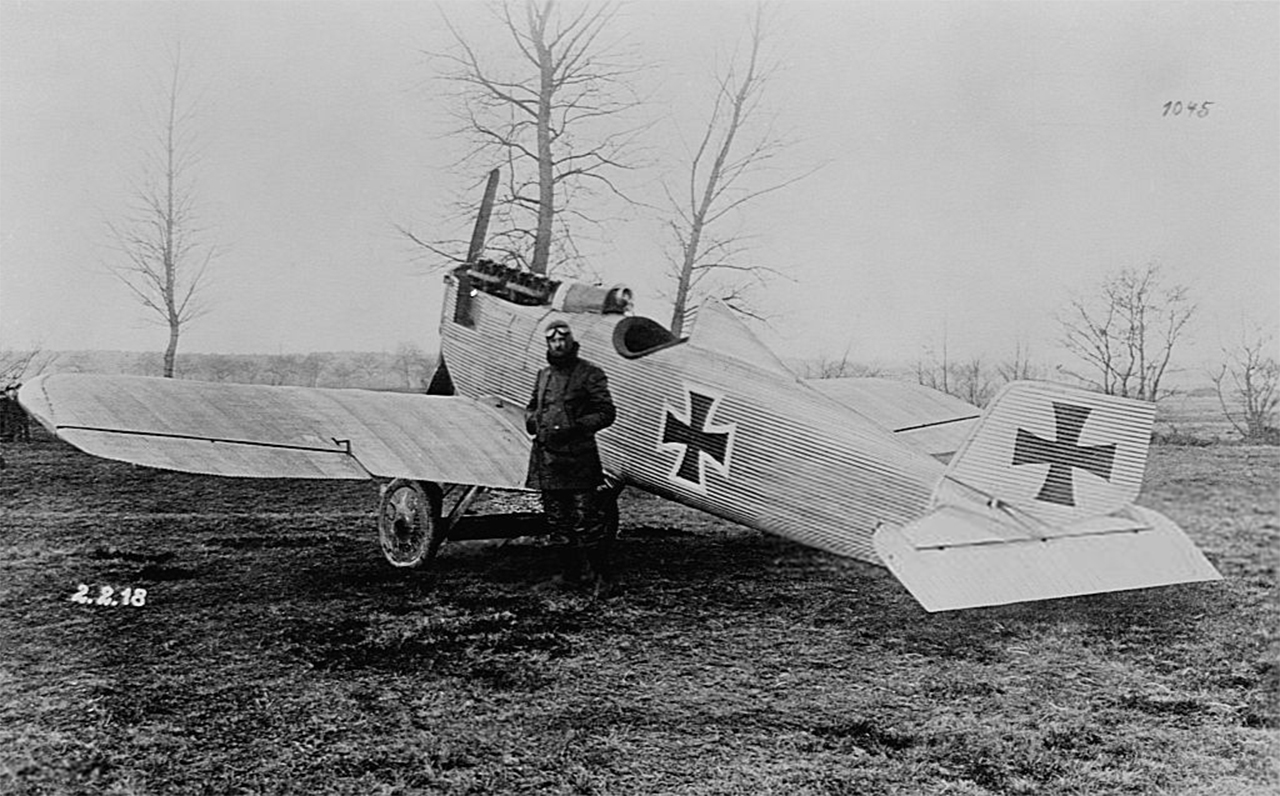
容克 J 7，即J 9/D.I的原型機

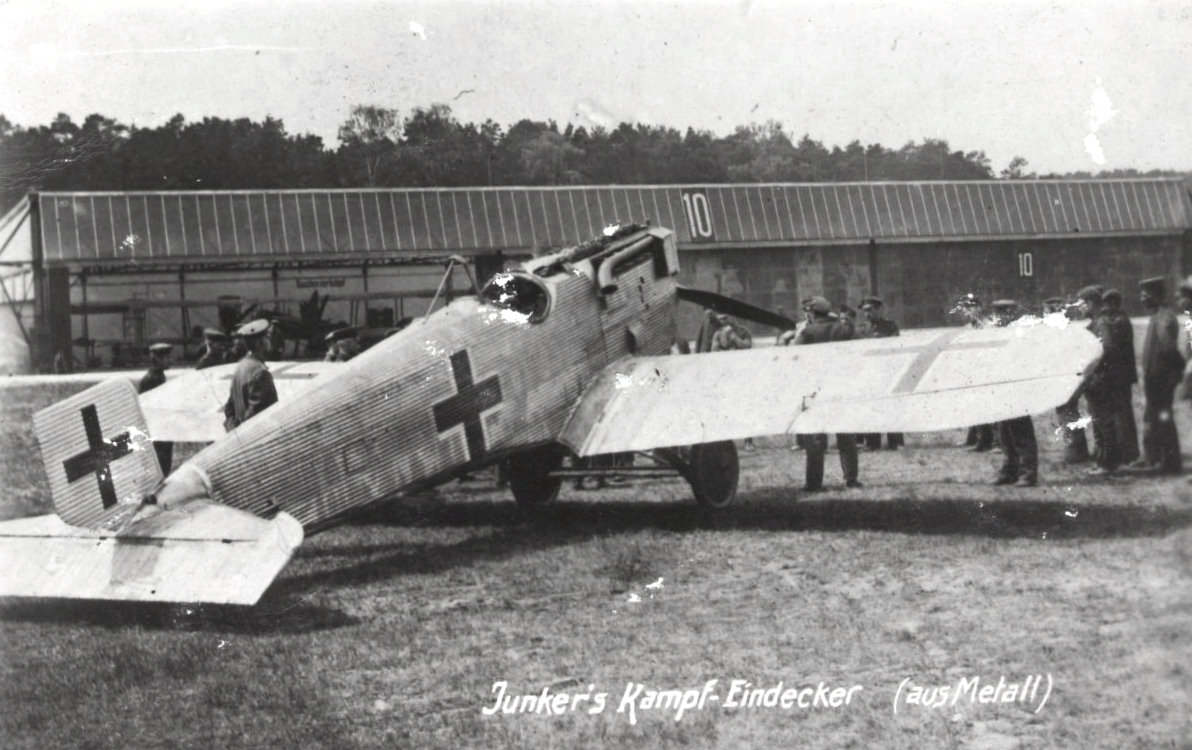
加長機身和翼展的容克斯 J9/II型原型機，準備前往測評

J 7
早期試作機，僅一架。
J 9
後期試作型和量產型。
J 9/II
機身加長型。
D.I
軍用型。

## 使用國家
- 德意志帝國

### 引文
1. ↑  Grosz and Terry 1984, p.67.
2. ↑  Grosz, 1992, p.35
3. ↑  Kay, 2004, p.28